# ظاهر كندي (شاهين دج)
ظاهر كندي هي قرية في مقاطعة شاهين دج، إيران. عدد سكان هذه القرية هو 703 في سنة 2006.